# Liste der Althistoriker an der Freien Universität Berlin
Die Liste der Althistoriker an der Freien Universität Berlin verzeichnet alle Hochschullehrer, die an der Freien Universität Berlin (FU) lehrten oder lehren. Das umfasst alle regulären Hochschullehrer, die Vorlesungen halten durften, also Ordinarien, Außerplanmäßige Professoren, Juniorprofessoren, Gastprofessoren, Honorarprofessoren, Lehrstuhlvertreter und Privatdozenten. Althistoriker des Mittelbaus (Assistenten und Mitarbeiter) sind nur in begründeten Ausnahmefällen berücksichtigt.
Mit der Gründung der FU wurde auch ein Lehrstuhl für Alte Geschichte begründet, der seit 1950 von Franz Altheim besetzt wurde. Er kam von der der im Ostteil der Stadt liegenden Humboldt-Universität zu Berlin, wo er bislang lehrte, und brachte gleich die dort entwendete Seminarbibliothek mit. 1974 wurde ein zweiter Lehrstuhl für die Geschichte der Spätantike und des frühen Mittelalters etabliert, 1984 ein dritter für die Antike Wirtschafts- und Sozialgeschichte. 2009 wurde ein vierter Lehrstuhl für die Historische Geographie des antiken Mittelmeerraumes eingerichtet. Der erste Lehrstuhl hat mittlerweile einen Schwerpunkt auf der römischen Geschichte. Die Alte Geschichte ist an der FU Berlin Teil der Allgemeinen Geschichte und gehört damit zum Friedrich-Meinecke-Institut. Daneben gehört es zum Interdisziplinären Zentrum Alte Welt des Fachbereiches Geschichts- und Kulturwissenschaften der Freien Universität.
Angegeben ist in der ersten Spalte der Name der Person und ihre Lebensdaten, in der zweiten Spalte wird der Eintritt in die Universität angegeben, in der dritten Spalte das Ausscheiden. Spalte vier nennt die höchste an der Freien Universität erreichte Position. An anderen Universitäten kann der entsprechende Dozent eine noch weitergehende wissenschaftliche Karriere gemacht haben. Die nächste Spalte nennt Besonderheiten, den Werdegang oder andere Angaben in Bezug auf die Universität oder das Institut. In der letzten Spalte werden Bilder der Dozenten gezeigt, was derzeit aufgrund der Bildrechte jedoch schwer ist.

## Liste
| Wissenschaftler                       | von       | bis       | Funktionen                  | Bemerkungen                                                                                  | Bild |
| ------------------------------------- | --------- | --------- | --------------------------- | -------------------------------------------------------------------------------------------- | ---- |
| Franz Altheim (1898–1976)             | 1950      | 1965      | Ordinarius                  | 1950–1964 erster Lehrstuhlinhaber                                                            |      |
| Ruth Altheim-Stiehl (1926–2023)       | 1953      | 1965      | außerplanmäßige Professorin | 1953–1962 Assistentin, 1955 Habilitation, 1962–1965 außerplanmäßige Professorin              |      |
| Robert Werner (1924–2004)             | 1966      | 1968      | Ordinarius                  | Nachfolger Altheims                                                                          |      |
| Jürgen Deininger (1937–2017)          | 1969      | 1976      | Ordinarius                  | Nachfolger Werners                                                                           |      |
| Volker Fadinger (* 1941)              | 1970      | 2006      | Universitätsprofessor       |                                                                                              |      |
| Walter Eder (1941–2009)               | 1971      | 1992      | Professor                   |                                                                                              |      |
| Kurt Raaflaub (1941–2023)             | 1972      | 1978      | Assistenzprofessor          | 1972 Assistenzprofessor, 1978 Habilitation                                                   |      |
| Alexander Demandt (* 1937)            | 1974      | 2005      | Ordinarius                  |                                                                                              |      |
| Hartmut Galsterer (1939–2024)         | 1977      | 1985      | Ordinarius                  | Nachfolger Deiningers                                                                        |      |
| Manfred Clauss (1945–2025)            | 1978 1987 | 1980 1993 | Ordinarius                  | 1978–1980 Assistenzprofessor, 1987 Ordinarius als Nachfolger Galsterers                      |      |
| Hans-Joachim Gehrke (* 1945)          | 1984 2008 | 1987      | Ordinarius                  | 1984–1987 Lehrstuhlinhaber; seit 2008 wieder Honorarprofessor                                |      |
| Peter Spahn (* 1946)                  | 1988      |           | Ordinarius                  | Nachfolger Gehrkes                                                                           |      |
| Bernd Funck (1945–1996)               | 1990      | 1994      |                             |                                                                                              |      |
| Ernst Baltrusch (* 1956)              | 1995      |           | Ordinarius                  | Nachfolger Clauss’                                                                           |      |
| Andreas Luther (* 1969)               | 2002      | 2006      | Privatdozent                |                                                                                              |      |
| Heinrich Schlange-Schöningen (* 1960) | 2003      | 2006      | Privatdozent                |                                                                                              |      |
| Monika Schuol (* 1964)                | 2005      |           | Privatdozentin              |                                                                                              |      |
| Stefan Esders (* 1963)                | 2007      |           | Ordinarius                  | Professor für die Geschichte der Spätantike und des frühen Mittelalters, Nachfolger Demandts |      |
| Klaus Geus (* 1962)                   | 2009      |           | Ordinarius                  | Professor für die Historische Geographie des antiken Mittelmeerraumes                        |      |
| Peter Nadig (* 1959)                  | 2009      |           | Privatdozent                |                                                                                              |      |
| Michael Rathmann (* 1968)             | 2010      | 2013      | Privatdozent                |                                                                                              |      |
| Sabine Hübner (* 1976)                | 2010      | 2014      | Privatdozentin              |                                                                                              |      |

Erster Lehrstuhl (Alte Geschichte mit dem Schwerpunkt Römische Geschichte):
- 1950–1965: Franz Altheim
- 1966–1968: Robert Werner
- 1969–1976: Jürgen Deininger
- 1977–1985: Hartmut Galsterer
- 1987–1993: Manfred Clauss
- 0 seit 1995: Ernst Baltrusch

Zweiter Lehrstuhl (Geschichte der Spätantike und des frühen Mittelalters):
- 1974–2005: Alexander Demandt
- 0 seit 2007: Stefan Esders

Dritter Lehrstuhl (Antike Wirtschafts- und Sozialgeschichte):
- 1984–1987: Hans-Joachim Gehrke
- 0 seit 1988: Peter Spahn

Vierter Lehrstuhl (Historische Geographie des antiken Mittelmeerraumes):
- 0 seit 2009: Klaus Geus